# Møysalen
Møysalen, situé sur l'île Hinnøya, est le point culminant des îles Lofoten et Vesterålen dans le comté de Nordland, dans le Nord de la Norvège. Il culmine à 1 262 m d'altitude. Le sommet constitue le cœur du parc national de Møysalen, créé en 2003.